# Alison Elliott
Pour les articles homonymes, voir Elliott.
Alison Elliott est une actrice américaine, née le 19 mai 1970 à San Francisco, Californie (États-Unis).

## Biographie
Alison Elliott est née le 19 mai 1970 à San Francisco, Californie (États-Unis).
Ses parents sont Barbara et Bob Elliott.

## Filmographie

### Cinéma

#### Longs métrages
- 1991 : Pretty Hattie's Baby d'Ivan Passer : Annie / Sarah adolescente
- 1994 : Mon ami Dodger (Monkey Trouble) de Franco Amurri : Tessa
- 1994 : Wyatt Earp de Lawrence Kasdan : Lou Earp
- 1995 : À fleur de peau (Underneath) de Steven Soderbergh : Rachel
- 1996 : The Spitfire Grill de Lee David Zlotoff : Percy Talbott
- 1997 : Les Ailes de la colombe (The Wings of the Dove) d'Iain Softley : Millie Theale
- 1998 : The Eternal : Kiss of the Mummy (Trance) de Michael Almereyda : Nora / Niamh
- 2003 : 12 de Nikita Mikhalkov : Marie-Noel
- 2003 : Red Betsy de Chris Boebel : Winifred Rounds
- 2004 : Birth de Jonathan Glazer : Laura
- 2006 : Griffin et Phoenix (Griffin and Phoenix) d'Ed Stone : Terry
- 2007 : L'Assassinat de Jesse James par le lâche Robert Ford (The Assassination of Jesse James by the Coward Robert Ford) d'Andrew Dominik : Martha Bolton
- 2011 : Magic Valley de Jaffe Zinn : Martha Garabrant
- 2016 : 20th Century Women de Mike Mills : La mère de Julie
- 2016 : The Phenom de Noah Buschel : Susan Gibson
- 2017 : La route sauvage (Lean on Pete) d'Andrew Haigh : Tante Margy
- 2017 : Counting for Thunder de Phillip Irwin Cooper : Sis Stalworth

### Télévision

#### Séries télévisées
- 1989 : Living Dolls : Martha Lambert
- 1989 : Madame est servie (Who's the Boss?) : Martha Lambert
- 1990 : ABC Afterschool Special : Cindy
- 1993 : Black Tie Affair : Eve Saskatchewan
- 1995 : The Buccaneers : Virginia St. George
- 2003 : Urgences (ER) : Paula Martin
- 2008 - 2009 : New York , police judiciaire (Law and Order) : Rita Shalvoy
- 2010 : Terriers : Laura Ross
- 2013 : Hello Ladies : Nicole Morgan
- 2020 - 2021 : Servant : Tante May

#### Téléfilms
- 1995 : Le Silence des innocents (Indictment : The McMartin Trial) de Mick Jackson : Peggy Ann Buckey
- 2001 : The Song of the Lark de Karen Arthur : Thea Kronborg
- 2003 : Les Aventuriers des mondes fantastiques (A Wrinkle in Time) de John Kent Harrison : Mlle Who

## Voix françaises
- Dorothée Jemma dans Madame est servie (1989)